# Les Marches de l'été
Les Marches de l'été est un tableau peint par René Magritte en 1938. Cette huile sur toile surréaliste représente un buste féminin composite devant un paysage découpé en cubes. Elle est conservée au musée national d'Art moderne, à Paris.